# Nicholas Walters
Nicholas Walters (Montego Bay, 4 de enero de 1986) es un boxeador profesional jamaicano. Fue el campeón pluma de la WBA luego de noquear al filipino Nonito Donaire. Ganaría el título vacante de la categoría pluma de la WBA el 8 de diciembre de 2012, contra el colombiano Daulis Prescott durante el festiva anual "KO a las drogas" de Jamaica. Antes de su pelea contra Donaire, Walters previamente había predicho noquearlo en el quinto o sexto round e una entrevista con Fightnews.com.
Nació en Montego Bay, Walters asistió a la primaria Roehampton Primary y al secundario Anchovy. Su apodo es "The Axeman". Es hijo de l exboxeador Job Walters. Se inició en el boxeo a la edad de cuatro años, y se convertiría en profesional a los 22 , cuando peleó contra el panameño Esteban Ramos.
En 2009 ganó el título Fedelatin de la WBA, el cual defendería satisfactoriamente en dos oportunidades.

## Contra Donaire
El 18 de octubre de 2014 se enfrena ante el supercampeón pluma de la WBA, el campeón en cinco divisiones distintas y en su momento boxeador del año y miembro de los libra por libra The Ring, el filipino Nonito Donaire que venía de haberle ganado por decisión técnica al sudafricano Simpiwe Vetyeka. Durante el combate, el primer round sería parejo y mostrando cautela ambos boxeadores; para el segundo round el jamaiquino se animaría a lanzar más golpes, pero un descuido al finalizar el round, haría que el filipino lo conectara, lo cual casi ocasiona que Nicholas fuera enviado a la lona. Para el tercer round, un upper de derecha, haría que Donaire pusiera brevemente la rodilla en la lona, por lo que se consideraría caída, y el réferi le haría la cuenta respectiva; desde ese momento la pelea sería favorable para el jamaiquino; el cual al finalizar el sexto round aprovecharía un descuido de Nonito para conectarle un potente golpe de derecha a la cabeza de éste, lo cual enviaría en muy malas condiciones al filipino, el que sin embargo lograría reincorporarse, pero muy mal estado evidente haría que el réferi detuviera el combate. Así Nicholas Walters obtendría la victoria más importante de su carrera boxística; y se coronaría además supercampeón pluma de la WBA.

## Récord profesional
| 26 Ganadas (21 KOs), 1 Derrota, 1 Empate |        |                         |      |              |            |                                                    |                                                                  |
| Res.                                     | Record | Oponente                | Tipo | Rd., Tiempo  | Datos      | Localidad                                          | Notas                                                            |
| D                                        | 26–1-1 | Vasyl Lomachenko        | RTD  | 7 (12), 3:00 | 2016-11-26 | Cosmopolitan de Las Vegas, Paradise, Nevada        | Por el Título Mundial de la WBO en el peso superpluma.           |
| E                                        | 26–0-1 | Jason Sosa              | MD   | 12           | 2015-12-19 | Turning Stone Resort & Casino, Verona              |                                                                  |
| G                                        | 26–0   | Miguel Marriaga         | UD   | 12           | 2015-06-13 | Madison Square Garden, Nueva York, Nueva York      | Pierde el Título Mundial Super WBA al no poder dar el peso.      |
| G                                        | 25–0   | Nonito Donaire          | TKO  | 6 (12), 2:59 | 2014-10-18 | StubHub Center, Carson , California                | Gana el Título Mundial de la Super WBA en la categoría pluma.    |
| G                                        | 24–0   | Vic Darchinyan          | KO   | 5 (12), 2:22 | 2014-05-31 | Cotai Arena, Venetian Resort, Macao                | Retiene el Título Mundial de la WBA en la categoría pluma.       |
| G                                        | 23-0   | Alberto Garza           | TKO  | 4 (12), 1:57 | 2013-11-09 | American Bank Center, Corpus Christi, Texas        | Retiene el Título Mundial de la WBA en la división pluma.        |
| G                                        | 22-0   | Daulis Prescott         | TKO  | 7 (12), 0:35 | 2012-12-08 | National Indoor Centre, Kingston, Jamaica          | Gana el Título Mundial vacante de la WBA en la división pluma.   |
| G                                        | 21-0   | Gustavo Sandoval        | TKO  | 4 (10), 1:29 | 2012-07-21 | Arena Roberto Duran, Colón, Panamá                 |                                                                  |
| G                                        | 20-0   | Hector Javier Márquez   | UD   | 10           | 2012-03-31 | Hotel Melia Panamá Canal, Colón, Panamá            |                                                                  |
| G                                        | 19-0   | Irving Berry            | TKO  | 6 (11), 1:35 | 2011-10-22 | Arena Roberto Duran, Ciudad de Panamá, Panamá      | Retiene el título Fedelatin de la WBA en la división pluma.      |
| G                                        | 18-0   | Argel Salinas           | TKO  | 2 (11), 2:46 | 2011-06-16 | Auditorio Karl Hendrickson, Kingston, Jamaica      | Retiene el título Fedelatin de la WBA en la división pluma.      |
| G                                        | 17-0   | Gonzalo Munguia         | TKO  | 8 (11)       | 2010-12-18 | Hotel Melia Panamá Canal, Colón, Panamá            | Retiene el título Fedelatin de la WBA en la división pluma.      |
| G                                        | 16-0   | Julio Camano            | TKO  | 4 (8), 2:02  | 2010-10-16 | Arena Panamá Al Brown, Colón, Panamá               |                                                                  |
| G                                        | 15-0   | Jose Miguel Payares     | RTD  | 5 (11)       | 2010-07-31 | Arena Panamá Al Brown, Colón, Panamá               | Retiene el título Fedelatin de la WBA en la división pluma.      |
| G                                        | 14-0   | Alexander Alonso        | TKO  | 6 (6), 1:30  | 2010-04-30 | Hotel Melia Panamá Canal, Colón, Panamá            |                                                                  |
| G                                        | 13-0   | Carlos Manuel Reyes     | UD   | 11           | 2009-12-18 | Karibe Convention Center, Petionville, Haití       | Gana el título vacante Fedelatin de la WBA en la división pluma. |
| G                                        | 12-0   | Ernesto Vásquez Batioja | KO   | 6            | 2009-08-08 | Gimnasio Yuyin Luzcando, Panamá City, Panamá       |                                                                  |
| G                                        | 11-0   | Leovigildo Siris        | KO   | 1 (6)        | 2009-05-28 | Hotel El Panamá, Panamá City, Panamá               |                                                                  |
| G                                        | 10-0   | Gilberto Armuelles      | KO   | 1 (4)        | 2009-03-28 | Gimnasio Escolar, David, Panamá                    |                                                                  |
| G                                        | 9-0    | Jose Fonseca            | KO   | 4 (8)        | 2009-02-28 | Hotel Melia Panamá Canal, Colon City, Panamá       |                                                                  |
| G                                        | 8-0    | Julio Jacobo            | TKO  | 3 (4)        | 2009-02-28 | Gimnasio Escolar, David, Panamá                    |                                                                  |
| G                                        | 7-0    | Alejandro Corrales      | UD   | 6            | 2008-12-13 | Hotel Melia Panamá Canal, Colon City, Panamá       |                                                                  |
| G                                        | 6-0    | Ovidio Mojica           | TKO  | 4 (6)        | 2008-12-05 | Sala de Eventos La Eskina, Panamá City, Panamá     |                                                                  |
| G                                        | 5-0    | Raúl Miranda            | KO   | 1 (4)        | 2008-11-22 | Gimnasio del Club de Leones, El Maranon, Panamá    |                                                                  |
| G                                        | 4-0    | Javier Jiménez          | TKO  | 4 (4)        | 2008-10-30 | Centro de Convenciones Figaly, Panamá City, Panamá |                                                                  |
| G                                        | 3-0    | Armando Carpintero      | KO   | 1 (4)        | 2008-09-11 | Fantastic Casino, 24 de Diciembre, Panamá          |                                                                  |
| G                                        | 2-0    | Luis González           | TKO  | 2 (4)        | 2008-08-19 | Centro de Convenciones Atlapa, Panamá City, Panamá |                                                                  |
| G                                        | 1–0    | Esteban Ramos           | PTS  | 4 (4)        | 2008-08-02 | Gimnasio Yuyin Luzcando, Ciudad de Panamá, Panamá  | Debut profesional de Walters.                                    |